# UniPaaS
uniPaaS ist eine 4GL-Plattform des Herstellers Magic Software. Sie besteht aus einer integrierten Entwicklungsumgebung zur Programmierung und einer Laufzeitumgebung zur Ausführung von Anwendungen. uniPaaS-basierende Anwendungen können wahlweise, ohne weitere Anpassungen, als Client/Server-Lösungen oder als Rich Internet Applications (RIA) bereitgestellt werden. Dies ermöglicht den Betrieb in einem eigenen Rechenzentrum oder nach einem SaaS-Modell. Unipass gilt als relevante Möglichkeit zur Entwicklung von SaaS-fähigen Anwendungen.

## Verbreitung
uniPaaS wird in der Regel von ISVs zur Realisierung datenbankbasierten Unternehmenslösungen für mittelständische Unternehmen genutzt. Magic Software arbeitet hierzu mit mehr als 2500 ISVs zusammen. 40 % des Umsatzes entfallen auf Europa, 35 % auf Amerika, 20 % auf Japan und 5 % auf den Rest der Welt.

## Geschichte
1983 stellte Magic Software das Tool Magic, den ersten Vorgänger von uniPaaS, vor. Magic lief unter Unix und X-Window, mit Magic erstellten Anwendungen konnten unter DOS und Unix betrieben werden. In den frühen 1990er Jahren verpasste Magic den Trend zu Microsoft Windows und konnte sich mit seinem, inzwischen zu eDeveloper umbenannten Tool, lediglich als Nischenbieter für plattformunabhängige Anwendungen positionieren. Ende der 1990er Jahre entwickelte Magic eine Linux-Version des eDevelopers. Aufgrund der Folgen der Dotcom-Blase wurde eine Neuausrichtung erforderlich. Im Jahr 2003 ergänzte Magic den eDeveloper mit zusätzlichen Werkzeugen für Prozessmanagement und Anwendungsintegration und vermarktete die neue Lösung als iBolt. 2008 wurde uniPaaS als neues Produkt auf Grundlage von eDeveloper und iBolt veröffentlicht.

## Funktionsweise
Bei der Entwicklung mit uniPaaS definiert der Entwickler die Funktionslogik ohne Rücksicht auf den späteren Betriebsmodus. Eine Software zur Reisekostenabrechnung etwa wird nur einmal entwickelt und kann dann nach Bedarf als Client-Server-Lösung oder RIA eingesetzt werden. uniPaaS arbeitet dabei mit einer codelosen, tabellenorientierten Programmiermethodik, welche zum Ziel hat, die Entwicklungszeit von Software stark zu verkürzen. uniPaaS-basierende Lösungen sind nahezu betriebssystem- und datenbankunabhängig. Sie unterstützen Linux, Windows, UNIX oder OS/400 als Server-Plattformen, Microsoft SQL Server, Oracle, DB2, MySQL, und Pervasive als Datenbanken. Andere unterstützten Protokolle und Standards umfassen ODBC, MSMQ, JMS, WebSphere, XML, und Web Services.

### Neuerungen in uniPaaS 1.8
Neu in der Version ist die vollständige .NET-Integration für Rich Internet Applications und die Unterstützung von mobilen Clients, die auf dem Betriebssystem Windows Mobile basieren. Durch die .NET-Integration können .NET Komponenten und C# Snippets in uniPaaS-Anwendung integriert werden.

### Neuerungen in uniPaaS 1.9
Neu in dieser Version sind viele Funktionalitäten im Bereich der Rich Internet Anwendungen, ebenso sind viele neue Funktionen und Features eingeführt worden, die sowohl den Entwickler als auch den End-Anwender in dessen Arbeit unterstützen und beschleunigen.

### Neuerungen in uniPaaS 2.0
uniPaaS 2.0 wurde neu als eine native .NET Anwendung entwickelt. Während die Vorgängerversionen als Win32 Applikationen liefen, läuft uniPaaS 2.0 als .NET Anwendung. Ab Version 2.0 können .NET Bibliotheken von allen Programmen – auch nicht RIA Programmen – verwendet werden.

## Kritik
Der Einsatz von uniPaaS ermöglicht den Anwendern flexibel zwischen unterschiedlichen Betriebsformen zu wechseln. Der Preis hierfür ist, dass die Anwender auf uniPaaS festgelegt sind (vgl. Lock-in-Effekt).